# Julián Estéban
Julián Estéban (Ginevra, 16 settembre 1986) è un ex calciatore svizzero, di ruolo attaccante.

## Carriera

### Club
Ha cominciato a giocare in Svizzera, al Servette. Nel gennaio 2007 passa a titolo definitivo al Stade Rennais, che lo acquista per circa 7 milioni di franchi svizzeri.. Dopo due stagioni in cui gioca poco, nell'estate del 2009 viene ceduto in prestito al Servette. Il 3 agosto rescinde il contratto che lo lega alla formazione francese e firma un contratto con il Servette. L'8 gennaio 2013 annuncia il suo ritiro dall'attività agonistica a soli 26 anni a causa di numerosi infortuni.

### Nazionale
Ha giocato con la Svizzera Under-21 dal 2006 al 2008. Ha esordito il 16 agosto 2006, in Danimarca-Svizzera. Ha giocato in totale 11 gare, in cui ha messo a segno sei reti.

## Statistiche

### Presenze e reti nei club
| Stagione        | Squadra         | Campionato      | Campionato | Campionato | Coppe nazionali | Coppe nazionali | Coppe nazionali | Coppe internazionali | Coppe internazionali | Coppe internazionali | Totale | Totale |
| Stagione        | Squadra         | Comp            | Pres       | Reti       | Comp            | Pres            | Reti            | Comp                 | Pres                 | Reti                 | Pres   | Reti   |
| --------------- | --------------- | --------------- | ---------- | ---------- | --------------- | --------------- | --------------- | -------------------- | -------------------- | -------------------- | ------ | ------ |
| 2005-2006       | Servette        | 1L              | 26+4       | 22+4       | CS              | 3+2             | 3+1             | -                    | -                    | -                    | 35     | 30     |
| 2006-gen. 2007  | Servette        | CL              | 17         | 14         | CS              | 2               | 3               | -                    | -                    | -                    | 19     | 17     |
| Totale Servette | Totale Servette | Totale Servette | 43+4       | 36+4       |                 | 5+2             | 6+1             | -                    | -                    | -                    | 54     | 47     |
| gen.-giu. 2007  | Rennes          | L1              | 1          | 0          | CdL             | 0               | 0               | -                    | -                    | -                    | 1      | 0      |
| 2007-2008       | Rennes          | L1              | 3          | 1          | CdL             | 0               | 0               | UEFA                 | 0                    | 0                    | 3      | 1      |
| 2008-2009       | Rennes          | L1              | 3          | 0          | CdF             | 1               | 0               | UEFA                 | 0                    | 0                    | 4      | 0      |
| Totale Rennes   | Totale Rennes   | Totale Rennes   | 7          | 1          |                 | 1               | 0               |                      | 0                    | 0                    | 8      | 1      |
| 2009-2010       | Servette        | CL              | 14         | 1          | CS              | 1               | 0               | -                    | -                    | -                    | 15     | 1      |
| 2010-2011       | Servette        | CL              | 18         | 9          | CS              | 2               | 3               | -                    | -                    | -                    | 20     | 12     |
| 2011-2012       | Servette        | SL              | 14         | 1          | CS              | 1               | 0               | -                    | -                    | -                    | 15     | 1      |
| 2012-gen. 2013  | Servette        | SL              | 7          | 0          | CS              | 0               | 0               | -                    | -                    | -                    | 7      | 0      |
| Totale Servette | Totale Servette | Totale Servette | 53         | 11         |                 | 4               | 3               |                      | -                    | -                    | 57     | 14     |
| Totale carriera | Totale carriera | Totale carriera | 103+4      | 48+4       |                 | 10+2            | 9+1             |                      | 0                    | 0                    | 119    | 62     |

### Cronologia presenze e reti in Nazionale
| Cronologia completa delle presenze e delle reti in nazionale ― Svizzera under 21 | Cronologia completa delle presenze e delle reti in nazionale ― Svizzera under 21 | Cronologia completa delle presenze e delle reti in nazionale ― Svizzera under 21 | Cronologia completa delle presenze e delle reti in nazionale ― Svizzera under 21 | Cronologia completa delle presenze e delle reti in nazionale ― Svizzera under 21 | Cronologia completa delle presenze e delle reti in nazionale ― Svizzera under 21 | Cronologia completa delle presenze e delle reti in nazionale ― Svizzera under 21 | Cronologia completa delle presenze e delle reti in nazionale ― Svizzera under 21 |
| Data                                                                             | Città                                                                            | In casa                                                                          | Risultato                                                                        | Ospiti                                                                           | Competizione                                                                     | Reti                                                                             | Note                                                                             |
| -------------------------------------------------------------------------------- | -------------------------------------------------------------------------------- | -------------------------------------------------------------------------------- | -------------------------------------------------------------------------------- | -------------------------------------------------------------------------------- | -------------------------------------------------------------------------------- | -------------------------------------------------------------------------------- | -------------------------------------------------------------------------------- |
| 16-8-2006                                                                        | Haderslev                                                                        | Danimarca                                                                        | 2 – 3                                                                            | Svizzera                                                                         | Amichevole                                                                       | 1                                                                                | 71’                                                                              |
| 1-9-2006                                                                         | Tiraspol                                                                         | Moldavia                                                                         | 1 – 3                                                                            | Svizzera                                                                         | Qual. Euro 2008                                                                  | 1                                                                                |                                                                                  |
| 6-9-2006                                                                         | Lucerna                                                                          | Svizzera                                                                         | 2 – 3                                                                            | Inghilterra                                                                      | Qual. Euro 2008                                                                  | -                                                                                |                                                                                  |
| 15-11-2006                                                                       | Capodistria                                                                      | Slovenia                                                                         | 1 – 4                                                                            | Svizzera                                                                         | Amichevole                                                                       | 1                                                                                | 86’                                                                              |
| 7-2-2007                                                                         | Nîmes                                                                            | Francia                                                                          | 4 – 0                                                                            | Svizzera                                                                         | Amichevole                                                                       | -                                                                                | 88’                                                                              |
| 24-3-2007                                                                        | Adalia                                                                           | Turchia                                                                          | 2 – 1                                                                            | Svizzera                                                                         | Amichevole                                                                       | -                                                                                | 70’                                                                              |
| 27-3-2007                                                                        | Zenica                                                                           | Bosnia ed Erzegovina                                                             | 1 – 0                                                                            | Svizzera                                                                         | Amichevole                                                                       | -                                                                                |                                                                                  |
| 22-8-2007                                                                        | Bruxelles                                                                        | Belgio                                                                           | 1 – 2                                                                            | Svizzera                                                                         | Amichevole                                                                       | 1                                                                                | 64’                                                                              |
| 8-9-2007                                                                         | Wohlen                                                                           | Svizzera                                                                         | 1 – 1                                                                            | Macedonia                                                                        | Qual. Euro 2008                                                                  | -                                                                                |                                                                                  |
| 16-10-2007                                                                       | Tallinn                                                                          | Estonia                                                                          | 0 – 3                                                                            | Svizzera                                                                         | Qual. Euro 2008                                                                  | 1                                                                                |                                                                                  |
| 26-3-2008                                                                        | Kumanovo                                                                         | Macedonia                                                                        | 2 – 1                                                                            | Svizzera                                                                         | Qual. Euro 2008                                                                  | 1                                                                                |                                                                                  |
| Totale                                                                           |                                                                                  | Presenze                                                                         | 11                                                                               |                                                                                  | Reti                                                                             | 6                                                                                |                                                                                  |